# Stuart Alan Rice
Stuart Alan Rice (Nova Iorque, 6 de janeiro de 1932 — 22 de dezembro de 2024) foi um químico e físico-químico estadunidense.

## Publicações selecionadas
- com Mitsuro Nagasawa Polyelectrolyte solutions: a theoretical introduction, Academic Press 1961
- com Peter Gray: The statistical mechanics of simple liquids : an introduction to the theory of equilibrium and non-equilibrium phenomena , Interscience 1965
- The kinetic theory of dense fluids, Mobil Oil Corp. Research Department 1966 (Aulas)
- Editor com Joshua Jortner, Raphael D. Levine Photoselective Chemistry, 2 Volumes, Wiley 1981
- Editor com Ilya Prigogine Evolution of Size Effects in chemical dynamics, Advances in Chemical Physics, Wiley 1988.
- com Stephen Berry, John Ross Physical Chemistry, 2 Volumes, Wiley 1980
- com Stephen Berry, John Ross Physical and Chemical Kinetics, Oxford University Press 2002